# Скульський Олександр Олексійович
Олекса́ндр Олексі́йович Ску́льський (нар. 25 листопада 1974 — пом. 2 липня 2014) — підполковник (посмертно) 95-ї окремої аеромобільної бригади Збройних сил України, учасник російсько-української війни.

## Бойовий шлях
Народився 25 листопада 1974 року в м. Житомирі. В 1991 році закінчив житомирську ЗОШ № 6 імені В. Г. Короленка. З 1991 року — в Збройних Силах України, в 1995 році закінчив навчання у Військовому інституті. Був направлений служити до м. Чернівців, а з 1996 року — проходив військову службу в 95-й окремій аеромобільній бригаді.
Заступник командира батальйону з виховної роботи 95-ї окремої аеромобільної бригади. Разом з однодумцями при 95-й бригаді створив музей ВДВ.
На фронті з квітня 2014 року. Був одним з перших, хто зайшов на територію ДАП. 
При виконанні бойового завдання під селом Крива Лука стався серцевий напад.
Вдома залишилися дружина та син Олексій, мати (фельдшер станції швидкої допомоги).
6 липня 2014 року похований на Смолянському військовому кладовищі.

## Відзнаки та вшанування
- 14 листопада 2014 року, "за особисту мужність і героїзм, виявлені у захисті державного суверенітету та територіальної цілісності України, вірність військовій присязі під час російсько-української війни", відзначений — нагороджений орденом Богдана Хмельницького ІІІ ступеня (посмертно).
- 21 листопада 2015 року в Житомирі встановлено меморіальну дошку офіцеру Олександру Скульському.